# Mołdawin (gromada)
Mołdawin – dawna gromada, czyli najmniejsza jednostka podziału terytorialnego Polskiej Rzeczypospolitej Ludowej w latach 1954–1972.
Gromady, z gromadzkimi radami narodowymi (GRN) jako organami władzy najniższego stopnia na wsi, funkcjonowały od reformy reorganizującej administrację wiejską przeprowadzonej jesienią 1954 do momentu ich zniesienia z dniem 1 stycznia 1973, tym samym wypierając organizację gminną w latach 1954–1972.
Gromadę Mołdawin z siedzibą GRN w Mołdawinie utworzono – jako jedną z 8759 gromad na obszarze Polski – w powiecie łobeskim w woj. szczecińskim na mocy uchwały nr V/46/54 WRN w Szczecinie z dnia 5 października 1954. W skład jednostki weszły obszary dotychczasowych gromad Mołdawin i Żerzyno (bez miejscowości Godziszewo) oraz miejscowość Domyśl z dotychczasowej gromady Łosośnica ze zniesionej gminy Żerzyno, obszar dotychczasowej gromady Gostomin ze zniesionej gminy Rogowo, a także miejscowość Jagodno z dotychczasowej gromady Piaski ze zniesionej gminy Resko – w tymże powiecie. Dla gromady ustalono 9 członków gromadzkiej rady narodowej.
31 grudnia 1959 z gromady Mołdawin wyłączono: a) miejscowość Wołkowo, włączając ją do gromady Radowo Małe; oraz b) miejscowości Gostomin i Gildnica, włączając je do gromady Rogowo – w tymże powiecie, po czym gromadę Mołdawin zniesiono, włączając jej (pozostały) obszar do gromady Łosośnica w tymże powiecie.